# 64. Grammy-gála
A 64. Grammy-gála 2022. április 3-án került megrendezésre. A díjat a 2020. szeptember 1. és 2021. szeptember 30. között megjelent felvételek nyerhették el. 2021. november 31-én jelentették be a jelölteket.
Jon Batiste kapta a legtöbb jelölést, tizenegyet. Őt Doja Cat, H.E.R. és Justin Bieber követte, nyolccal. A legtöbb díjat Batiste nyerte el, ötöt, elnyerve az Év albuma díjat a We Are lemezért. A Silk Sonic elnyerte az Év felvétele és az Év dala díjakat is Leave the Door Open című számukkal és Olivia Rodrigo lett a Legjobb új előadó. Eredetileg a Los Angeles-i Crypto.com Arenában tartották volna a gálát 2022 januárjában, de a Covid19 omikron variáns miatt elhalasztották és áthelyezték.

## Kategória változások
A díjátadóra a következő kategóriaváltoztatásokat jelentették be:
- Az általános díjakra a jelöltek számát megemelték nyolcról tízre.
- A korábbi csomagolás, jegyzetek és történelmi csoportokat összevonták.
- Az imerzív, a nem klasszikus és a klasszikus produceri kategóriákat összevonták a Producer kategória alatt.
- Hozzáadták a Legjobb világzenei teljesítmény és a Legjobb Música Urbana-album kategóriákat.
- A legjobb tánczenei felvétel kategóriát átnevezték Legjobb dance/elektronikus zenei felvételre.
- A klasszikus díjakon már lehet jelölni kislemezeket.

## Fellépők

### Premier
A fellépőket 2022. március 25-én jelentették be.
| Előadó                                                                    | Dal                            |
| ------------------------------------------------------------------------- | ------------------------------ |
| Madison Cunningham Falu Nnenna Freelon Kalani Peʻa John Popper The Isaacs | Dance to the Music             |
| Allison Russell                                                           | Nightflyer                     |
| Jimmie Allen                                                              | Down Home                      |
| Mon Laferte                                                               | La Mujer                       |
| Curtis Stewart                                                            | Isn’t She Lovely               |
| Ledisi                                                                    | Me Quitte Pas (Don’t Leave Me) |

### Gála
A fellépőket 2022. március 15-én, 24-én és 30-án jelentették be.
| Előadó(k)                                             | Dal(ok) |
| ----------------------------------------------------- | --- |
| Silk Sonic (Bruno Mars és Anderson .Paak)             | 777 |
| Olivia Rodrigo                                        | Drivers License |
| J Balvin                                              | Qué Más Pues? (María Becerraval) In da Getto                                                                                            |
| BTS                                                   | Butter |
| Aymée Nuviola                                         | La Gota Fria |
| Lil Nas X                                             | Medley: Dead Right Now Montero (Call Me By Your Name) Industry Baby (Jack Harlow-val)                                                   |
| Billie Eilish                                         | Happier Than Ever |
| Brandi Carlile                                        | Right on Time |
| Nas                                                   | Medley: I Can Made You Look One Mic Rare                                                                                                |
| Chris Stapleton                                       | Cold |
| Maverick City Music                                   | Jireh |
| John Legend Mika Newton Ljuba Jakimcsuk               | Free |
| Lady Gaga                                             | Tony Bennett emlékére: Love for Sale Do I Love You?                                                                                     |
| Billy Strings                                         | Hide and Seek |
| Cynthia Erivo Ben Platt Leslie Odom Jr. Rachel Zegler | In Memoriam szegmens: Not a Day Goes By Send in the Clowns Somewhere                                                                    |
| Jon Batiste                                           | Freedom |
| Justin Bieber Giveon Daniel Caesar                    | Peaches |
| H.E.R.                                                | Damage (Jimmy Jam és Terry Lewis közreműködésével) We Made It Are You Gonna Go My Way (Travis Barker és Lenny Kravitz közreműködésével) |
| Carrie Underwood                                      | Ghost Story |
| Brothers Osborne                                      | Dead Man’s Curve |

## Jelöltek
Győztesek félkövéren, elsőként szerepelnek.

### Általános
Az év felvétele
- Leave the Door Open – Silk Sonic
- I Still Have Faith in You – ABBA
- Freedom – Jon Batiste
- I Get a Kick Out of You – Tony Bennett és Lady Gaga
- Peaches – Justin Bieber, Daniel Caesar és Giveon közreműködésével
- Kiss Me More – Doja Cat, SZA közreműködésével
- Drivers License – Olivia Rodrigo
- Right on Time – Brandi Carlile
- Happier Than Ever – Billie Eilish
- Montero (Call Me By Your Name) – Lil Nas X

Az év albuma
- We Are – Jon Batiste
- Love for Sale – Tony Bennett és Lady Gaga
- Justice (Triple Chucks Deluxe) – Justin Bieber
- Planet Her (Deluxe) – Doja Cat
- Happier Than Ever – Billie Eilish
- Back of My Mind – H.E.R.
- Montero – Lil Nas X
- Sour – Olivia Rodrigo
- Evermore – Taylor Swift
- Donda – Kanye West

Az év dala
- Leave the Door Open – Silk Sonic
- Bad Habits – Ed Sheeran
  - Fred Gibson, Johnny McDaid és Ed Sheeran, dalszerzők (Sheeran)
- A Beautiful Noise – Alicia Keys és Brandi Carlile
  - Ruby Amanfu, Brandi Carlile, Brandy Clark, Alicia Keys, Hillary Lindsey, Lori McKenna, Linda Perry és Hailey Whitters, dalszerzők (Keys és Carlile)
- Drivers License – Olivia Rodrigo
  - Daniel Nigro és Olivia Rodrigo, dalszerzők (Rodrigo)
- Fight for You – H.E.R.
  - Dernst Emile II, H.E.R. és Tiara Thomas, dalszerzők (H.E.R.)
- Happier Than Ever – Billie Eilish
  - Billie Eilish és Finneas O’Connell, dalszerzők (Eilish)
- Kiss Me More – Doja Cat, SZA közreműködésével
- Montero (Call Me By Your Name) – Lil Nas X
- Peaches – Justin Bieber, Daniel Caesar és Giveon közreműködésével
- Right on Time – Brandi Carlile

Legjobb új előadó
- Olivia Rodrigo
- Arooj Aftab
- Jimmie Allen
- Baby Keem
- Finneas
- Glass Animals
- Japanese Breakfast
- The Kid Laroi
- Arlo Parks
- Saweetie

### Pop
Legjobb szóló popénekes teljesítmény
- Drivers License – Olivia Rodrigo
- Anyone – Justin Bieber
- Right on Time – Brandi Carlile
- Happier Than Ever – Billie Eilish
- Positions – Ariana Grande

Legjobb popduó vagy -együttes teljesítmény
- Kiss Me More – Doja Cat, SZA közreműködésével
- I Get a Kick Out of You – Tony Bennett és Lady Gaga
- Lonely – Justin Bieber és Benny Blanco
- Butter – BTS
- Higher Power – Coldplay

Legjobb hagyományos popalbum
- Love for Sale – Tony Bennett és Lady Gaga
- Til We Meet Again (Live) – Norah Jones
- A Tori Kelly Christmas – Tori Kelly
- Ledisi Sings Nina – Ledisi
- That’s Life – Willie Nelson
- A Holly Dolly Christmas – Dolly Parton

Legjobb popalbum
- Sour – Olivia Rodrigo
- Justice (Triple Chucks Deluxe) – Justin Bieber
- Planet Her (Deluxe) – Doja Cat
- Happier Than Ever – Billie Eilish
- Positions – Ariana Grande

### Dance/elektronikus zene
Legjobb tánczenei felvétel
- Alive – Rüfüs Du Sol
  - Jason Evigan és Rüfüs Du Sol, producerek; Cassian Stewart–Kasimba, keverő
- Hero – Afrojack és David Guetta
  - Afrojack, David Guetta, Kuk Harrell és Stargate, producerek; Elio Debets, keverő
- Loom – Ólafur Arnalds, Bonobo közreműködésével
  - Ólafur Arnalds és Simon Green, producerek; Ólafur Arnalds, keverő
- Before – James Blake
  - James Blake és Dom Maker, producerek; James Blake, keverő
- Heartbreak – Bonobo és Totally Enormous Extinct Dinosaurs
  - Simon Green és Orlando Higginbottom, producerek; Simon Green és Orlando Higginbottom, keverők
- You Can Do It – Caribou
  - Dan Snaith, producer; David Wrench, keverő
- The Business – Tiësto
  - Hightower, Julia Karlsson és Tiësto, producerek; Tiësto, keverő

Legjobb dance/elektronikus album
- Subconsciously – Black Coffee
- Fallen Embers – Illenium
- Music Is the Weapon (Reloaded) – Major Lazer
- Shockwave – Marshmello
- Free Love – Sylvan Esso
- Judgement – Ten City

### Kortárs hangszeres zene
Legjobb kortárs hangszeres album
- Tree Falls – Taylor Eigsti
- Double Dealin – Randy Brecker és Eric Marienthal
- The Garden – Rachel Eckroth
- At Blue Note Tokyo – Steve Gadd Band
- Deep: The Baritone Sessions, Vol. 2 – Mark Lettieri

### Rock
Legjobb rockteljesítmény
- Making a Fire – Foo Fighters
- Shot in the Dark – AC/DC
- Know You Better (Live from Capitol Studio A) – Black Pumas
- Nothing Compares 2 U – Chris Cornell
- Ohms – Deftones

Legjobb metalteljesítmény
- The Alien – Dream Theater
- Genesis – Deftones
- Amazonia – Gojira
- Pushing the Tides – Mastodon
- The Triumph of King Freak (A Crypt of Preservation and Superstition) – Rob Zombie

Legjobb rockdal
- Waiting on a War
  - Dave Grohl, Taylor Hawkins, Rami Jaffee, Nate Mendel, Chris Shiflett és Pat Smear, dalszerzők (Foo Fighters)
- All My Favorite Songs
  - Rivers Cuomo, Ashley Gorley, Ben Johnson és Ilsey Juber, dalszerzők (Weezer)
- The Bandit
  - Caleb Followill, Jared Followill, Matthew Followill és Nathan Followill, dalszerzők (Kings Of Leon)
- Distance
  - Wolfgang Van Halen, dalszerző (Mammoth WVH)
- Find My Way
  - Paul McCartney, dalszerző (Paul McCartney)

Legjobb rockalbum
- Medicine at Midnight – Foo Fighters
- Power Up – AC/DC
- Capitol Cuts – Live from Studio A – Black Pumas
- No One Sings Like You Anymore, Vol. 1 – Chris Cornell
- McCartney III – Paul McCartney

### Alternatív
Legjobb alternatív zenei album
- Daddy’s Home – St. Vincent
- Shore – Fleet Foxes
- If I Can’t Have Love, I Want Power – Halsey
- Jubilee – Japanese Breakfast
- Collapsed in Sunbeams – Arlo Parks

### R&B
Legjobb R&B-teljesítmény (két győztes)
- Leave the Door Open – Silk Sonic
- Pick Up Your Feelings – Jazmine Sullivan
- Lost You – Snoh Aalegra
- Peaches – Justin Bieber, Daniel Caesar és Giveon közreműködésével
- Damage – H.E.R.

Legjobb hagyományos R&B-teljesítmény
- Fight for You – H.E.R.
- I Need You – Jon Batiste
- Bring It On Home to Me – BJ The Chicago Kid, PJ Morton és Kenyon Dixon, Charlie Bereal közreműködésével
- Born Again – Leon Bridges, Robert Glasper közreműködésével
- How Much Can a Heart Take – Lucky Daye, Yebba közreműködésével

Legjobb R&B-dal
- Leave the Door Open
  - Brandon Anderson, Christopher Brody Brown, Dernst Emile II és Bruno Mars, dalszerzők (Silk Sonic)
- Damage
  - Anthony Clemons Jr., Jeff Gitelman, H.E.R., Carl McCormick és Tiara Thomas, dalszerzők (H.E.R.)
- Good Days
  - Jacob Collier, Carter Lang, Carlos Munoz, Solána Rowe és Christopher Ruelas, dalszerzők (SZA)
- Heartbreak Anniversary
  - Giveon Evans, Maneesh, Sevn Thomas és Varren Wade, dalszerzők (Giveon)
- Pick Up Your Feelings
  - Denisia Blue June Andrews, Audra Mae Butts, Kyle Coleman, Brittany Chi Coney, Michael Holmes és Jazmine Sullivan, dalszerzők (Jazmine Sullivan)

Legjobb progresszív R&B-album
- Table for Two – Lucky Daye
- New Light – Eric Bellinger
- Something To Say – Cory Henry
- Mood Valiant – Hiatus Kaiyote
- Dinner Party: Dessert – Terrace Martin, Robert Glasper, 9th Wonder és Kamasi Washington
- Studying Abroad: Extended Stay – Masego

Legjobb R&B-album
- Heaux Tales – Jazmine Sullivan
- Temporary Highs in the Violet Skies – Snoh Aalegra
- We Are – Jon Batiste
- Gold–Diggers Sound – Leon Bridges
- Back of My Mind – H.E.R.

### Rap
Legjobb rapteljesítmény
- Family Ties – Baby Keem, Kendrick Lamar közreműködésével
- Up – Cardi B
- My Life – J. Cole, 21 Savage és Morray közreműködésével
- Way 2 Sexy – Drake, Future és Young Thug közreműködésével
- Thot Shit – Megan Thee Stallion

Legjobb dallamos rapteljesítmény
- Hurricane – Kanye West, The Weeknd és Lil Baby közreműködésével
- Pride Is the Devil – J. Cole, Lil Baby közreműködésével
- Need to Know – Doja Cat
- Industry Baby – Lil Nas X, Jack Harlow közreműködésével
- WusYaName – Tyler, The Creator, YoungBoy Never Broke Again és Ty Dolla $ign közreműködésével

Legjobb rapdal
- Jail
  - Dwayne Abernathy, Jr., Shawn Carter, Raul Cubina, Michael Dean, Charles M. Njapa, Sean Solymar, Brian Hugh Warner, Kanye West és Mark Williams, dalszerzők (Kanye West, Jay–Z közreműködésével)
- Bath Salts
  - Shawn Carter, Kasseem Dean, Michael Forno, Nasir Jones és Earl Simmons, dalszerzők (DMX, Jay–Z és Nas közreműködésével)
- Best Friend
  - Amala Zandelie Dlamini, Lukasz Gottwald, Randall Avery Hammers, Diamonté Harper, Asia Smith, Theron Thomas és Rocco Valdes, dalszerzők (Saweetie, Doja Cat közreműködésével)
- Family Ties
  - Roshwita Larisha Bacha, Hykeem Carter, Tobias Dekker, Colin Franken, Jasper Harris, Kendrick Lamar, Ronald Latour és Dominik Patrzek, dalszerzők (Baby Keem, Kendrick Lamar közreműködésével)
- My Life
  - Shéyaa Bin Abraham–Joseph és Jermaine Cole, dalszerzők (J. Cole, 21 Savage és Morray közreműködésével)

Legjobb rapalbum
- Call Me If You Get Lost – Tyler, The Creator
- The Off–Season – J. Cole
- Certified Lover Boy – Drake
- King’s Disease II – Nas
- Donda – Kanye West

### Country
Legjobb country szóló előadás
- You Should Probably Leave – Chris Stapleton
- Forever After All – Luke Combs
- Remember Her Name – Mickey Guyton
- All I Do Is Drive – Jason Isbell
- Camera Roll – Kacey Musgraves

Legjobb country duó/csoport előadás
- Younger Me – Brothers Osborne
- If I Didn’t Love You – Jason Aldean és Carrie Underwood
- Glad You Exist – Dan + Shay
- Chasing After You – Ryan Hurd és Maren Morris
- Drunk (And I Don’t Wanna Go Home) – Elle King és Miranda Lambert

Legjobb countrydal
- Cold
  - Dave Cobb, J.T. Cure, Derek Mixon és Chris Stapleton, dalszerzők (Chris Stapleton)
- Better Than We Found It
  - Jessie Jo Dillon, Maren Morris, Jimmy Robbins és Laura Veltz, dalszerzők (Maren Morris)
- Camera Roll
  - Ian Fitchuk, Kacey Musgraves és Daniel Tashian, dalszerzők (Kacey Musgraves)
- Country Again
  - Zach Crowell, Ashley Gorley és Thomas Rhett, dalszerzők (Thomas Rhett)
- Fancy Like
  - Cameron Bartolini, Walker Hayes, Josh Jenkins és Shane Stevens, dalszerzők (Walker Hayes)
- Remember Her Name
  - Mickey Guyton, Blake Hubbard, Jarrod Ingram és Parker Welling, dalszerzők (Mickey Guyton)

Legjobb countryalbum
- Starting Over – Chris Stapleton
- Skeletons – Brothers Osborne
- Remember Her Name – Mickey Guyton
- The Marfa Tapes – Miranda Lambert, Jon Randall és Jack Ingram
- The Ballad of Dood and Juanita – Sturgill Simpson

### New Age
Legjobb New Age album
- Divine Tides – Stewart Copeland és Ricky Kej
- Brothers – Will Ackerman, Jeff Oster és Tom Eaton
- Pangaea – Wouter Kellerman és David Arkenstone
- Night + Day – Opium Moon
- Pieces of Forever – Laura Sullivan

### Jazz
Legjobb improvizált jazz szóló
- Humpty Dumpty (Set 2) – Chick Corea
- Sackodougou – Christian Scott aTunde Adjuah
- Kick Those Feet – Kenny Barron
- Bigger Than Us – Jon Batiste
- Absence – Terence Blanchard

Legjobb vokális jazzalbum
- Songwrights Apothecary Lab – Esperanza Spalding
- Generations – The Baylor Project
- SuperBlue – Kurt Elling és Charlie Hunter
- Time Traveler – Nnenna Freelon
- Flor – Gretchen Parlato

Legjobb jazz instrumentális album
- Skyline – Ron Carter, Jack DeJohnette és Gonzalo Rubalcaba
- Jazz Selections: Music from and Inspired by Soul – Jon Batiste
- Absence – Terence Blanchard, a The E Collective és a The Turtle Island Quartet közreműködésével
- Akoustic Band Live – Chick Corea, John Patitucci és Dave Weckl
- Side–Eye NYC (V1.IV) – Pat Metheny

Legjobb jazz nagyegyüttes album
- For Jimmy, Wes and Oliver – Christian McBride Big Band
- Live at Birdland! – The Count Basie Orchestra Directed By Scotty Barnhart
- Dear Love – Jazzmeia Horn és Her Noble Force
- Swirling – Sun Ra Arkestra
- Jackets XL – Yellowjackets + WDR Big Band

Legjobb latinjazz album
- Mirror Mirror – Eliane Elias, Chick Coreaval és Chucho Valdésszel
- The South Bronx Story – Carlos Henriquez
- Virtual Birdland – Arturo O’Farrill és a The Afro Latin Jazz Orchestra
- Transparency – Dafnis Prieto Sextet
- El Arte del Bolero – Miguel Zenón és Luis Perdomo

### Gospel/kortárs keresztény zene
Legjobb gospel teljesítmény/dal
- Never Lost – CeCe Winans
- Voice of God – Dante Bowe, Steffany Gretzinger és Chandler Moore közreműködésével
  - Dante Bowe, Tywan Mack, Jeff Schneeweis and Mitch Wong, dalszerzők
- joyful – Dante Bowe
  - Dante Bowe és Ben Schofield, dalszerzők
- Help – Anthony Brown és a Group Therapy
  - Anthony Brown és Darryl Woodson, dalszerzők
- Wait On You – Elevation Worship és Maverick City Music
  - Dante Bowe, Chris Brown, Steven Furtick, Tiffany Hudson, Brandon Lake és Chandler Moore, dalszerzők

Legjobb kortárs keresztény zenei dal
- Believe For It – CeCe Winans
  - Dwan Hill, Kyle Lee, CeCe Winans és Mitch Wong, dalszerzők
- We Win – Kirk Franklin és Lil Baby
  - Kirk Franklin, Dominique Jones, Cynthia Nunn és Justin Smith, dalszerzők
- Hold Us Together (Hope Mix) – H.E.R. és Tauren Wells
  - Josiah Bassey, Dernst Emile és H.E.R., dalszerzők
- Man of Your Word – Chandler Moore és KJ Scriven
  - Jonathan Jay, Nathan Jess és Chandler Moore, dalszerzők
- Jireh – Elevation Worship és a Maverick City Music, Chandler Moore és Naomi Raine közreműködésével
  - Chris Brown, Steven Furtick, Chandler Moore és Naomi Raine, dalszerzők

Legjobb gospelalbum
- Believe For It – CeCe Winans
- Changing Your Story – Jekalyn Carr
- Royalty: Live at The Ryman – Tasha Cobbs Leonard
- Jubilee: Juneteenth Edition – Maverick City Music
- Jonny X Mali: Live in LA – Jonathan McReynolds és Mali Music

Legjobb kortárs keresztény zenei album
- Old Church Basement – Elevation Worship és a Maverick City Music
- No Stranger – Natalie Grant
- Feels Like Home Vol. 2 – Israel and New Breed
- The Blessing (Live) – Kari Jobe
- Citizen of Heaven (Live) – Tauren Wells

Legjobb roots gospelalbum
- My Savior – Carrie Underwood
- Alone with My Faith – Harry Connick Jr.
- That’s Gospel, Brother – Gaither Vocal Band
- Keeping On – Ernie Haase és Signature Sound
- Songs for the Times – The Isaacs

### Latin
Legjobb latin popalbum
- Alex Cuba – Mendó
- Pablo Alborán – Vértigo
- Paula Arenas – Mis Amores
- Ricardo Arjona – Hecho a la Antigua
- Camilo – Mis Manos
- Selena Gomez – Revelación

Legjobb latin rock vagy alternatív album
- Origen – Juanes
- Deja – Bomba Estéreo
- Mira Lo Que Me Hiciste Hacer (Deluxe Edition) – Diamante Eléctrico
- Calambre – Nathy Peluso
- El Madrileño – C. Tangana
- Sonidos de Karmática Resonancia – Zoé

Legjobb Música Urbana-album
- El Último Tour Del Mundo – Bad Bunny
- Afrodisíaco – Rauw Alejandro
- Jose – J Balvin
- KG0516 – Karol G
- Sin Miedo (del Amor y Otros Demonios) – Kali Uchis

Legjobb regionális mexikói vagy tejano album
- A Mis 80’s – Vicente Fernández
- Antología de la Musica Ranchera, Vol. 2 – Aida Cuevas
- Seis – Mon Laferte
- Un Canto por México, Vol. 2 – Natalia Lafourcade
- Ayayay! (Súper Deluxe) – Christian Nodal

Legjobb tropikus latin album
- Salswing! – Rubén Blades y Roberto Delgado & Orquesta
- En Cuarentena – El Gran Combo de Puerto Rico
- Sin Salsa No Hay Paraíso – Aymée Nuviola
- Colegas – Gilberto Santa Rosa
- Live in Peru – Tony Succar

### Amerikai roots
Legjobb amerikai roots teljesítmény
- Cry – Jon Batiste
- Love and Regret – Billy Strings
- I Wish I Knew How It Would Feel to Be Free – The Blind Boys Of Alabama és Béla Fleck
- Same Devil – Brandy Clark, Brandi Carlile közreműködésével
- Nightflyer – Allison Russell

Legjobb amerikai roots dal
- Cry
  - Jon Batiste és Steve McEwan, dalszerzők (Jon Batiste)
- Avalon
  - Rhiannon Giddens, Justin Robinson és Francesco Turrisi, dalszerzők (Rhiannon Giddens, Francesco Turrisival)
- Call Me a Fool
  - Valerie June, dalszerző (Valerie June, Carla Thomas közreműködésével)
- Diamond Studded Shoes
  - Dan Auerbach, Natalie Hemby, Aaron Lee Tasjan és Yola, dalszerzők (Yola)
- Nightflyer
  - Jeremy Lindsay és Allison Russell, dalszerzők (Allison Russell)

Legjobb americana-album
- Native Sons – Los Lobos
- Downhill from Everywhere – Jackson Browne
- Leftover Feelings – John Hiatt és a The Jerry Douglas Band
- Outside Child – Allison Russell
- Stand for Myself – Yola

Legjobb bluegrassalbum
- My Bluegrass Heart – Béla Fleck
- Renewal – Billy Strings
- A Tribute to Bill Monroe – The Infamous Stringdusters
- Cuttin’ Grass - Vol. 1 (Butcher Shoppe Sessions) – Sturgill Simpson
- Music Is What I See – Rhonda Vincent

Legjobb hagyományos bluesalbum
- I Be Trying – Cedric Burnside
- 100 Years of Blues – Elvin Bishop és Charlie Musselwhite
- Traveler’s Blues – Blues Traveler
- Be Ready When I Call You – Guy Davis
- Take Me Back – Kim Wilson

Legjobb kortárs bluesalbum
- 662 – Christone Ingram
- Delta Kream – The Black Keys, Eric Deaton és Kenny Brown közreműködésével
- Royal Tea – Joe Bonamassa
- Uncivil War – Shemekia Copeland
- Fire It Up – Steve Cropper

Legjobb folkalbum
- They’re Calling Me Home – Rhiannon Giddens, Francesco Turrisivel
- One Night Lonely [Live] – Mary Chapin Carpenter
- Long Violent History – Tyler Childers
- Wednesday (Extended Edition) – Madison Cunningham
- Blue Heron Suite – Sarah Jarosz

Legjobb regionális roots zenei album
- Kau Ka Pe’a – Kalani Pe’a
- Live in New Orleans! – Sean Ardoin és a Kreole Rock and Soul
- Bloodstains & Teardrops – Big Chief Monk Boudreaux
- My People – Cha Wa
- Corey Ledet Zydeco – Corey Ledet Zydeco

### Reggae
Legjobb reggae-album
- Beauty in the Silence − SOJA
- Pamoja − Etana
- Positive Vibration − Gramps Morgan
- Live N Livin − Sean Paul
- Royal − Jesse Royal
- 10 − Spice

### Világzene
Legjobb világzenei album
- Mother Nature − Angélique Kidjo
- Voice of Bunbon (Vol. 1) − Rocky Dawuni
- East West Players Presents: Daniel Ho & Friends Live in Concert − Daniel Ho & Friends
- Legacy + − Femi Kuti és Made Kuti
- Made in Lagos (Deluxe Edition) − Wizkid

Legjobb világzenei teljesítmény
- Mohabbat − Arooj Aftab
- Do Yourself − Angélique Kidjo és Burna Boy
- Pà Pá Pà − Femi Kuti
- Blewu − Yo-Yo Ma és Angélique Kidjo
- Essence − Wizkid, Tems közreműködésével

### Gyermekzene
Legjobb gyerekzenei album
- A Colorful World − Falu
- Actívate − 123 Andrés
- All One Tribe − 1 Tribe Collective
- Black to the Future − Pierce Freelon
- Crayon Kids − Lucky Diaz and the Family Jam Band

### Próza
Legjobb prózai album
- Carry On: Reflections for a New Generation from John Lewis − Don Cheadle
- Aftermath − LeVar Burton
- Catching Dreams: Live at Fort Knox Chicago − J. Ivy
- 8:46 − Dave Chappelle és Amir Sulaiman
- A Promised Land − Barack Obama

### Komédia
Legjobb komédiai album
- Sincerely Louis CK – Louis C.K.
- The Comedy Vaccine – Lavell Crawford
- Evolution – Chelsea Handler
- Thanks for Risking Your Life – Lewis Black
- The Greatest Average American – Nate Bargatze
- Zero F***s Given – Kevin Hart

### Musical
Legjobb musicalalbum
- The Unofficial Brigterton Musical – Emily Bear, producer; Abigail Barlow és Emily Bear, zeneszerző és dalszövegíró (Barlow and Bear)
- Andrew Lloyd Webber’s Cinderella – Andrew Lloyd Webber, Nick Lloyd Webber és Greg Wells, producerek, David Zippel és Andrew Lloyd Webber, zeneszerzők/dalszövegírók
- Burt Bacharach and Steven Sater’s Some Lovers – Burt Bacharach, Michael Croiter, Ben Hartman és Steven Sater, producerek, Burt Bacharach, zeneszerző, Steven Sater, dalszövegíró (World Premier Cast)
- Girl from the North Country (musical) – Simon Hale, Conor McPherson, és Dean Sharenow, producerek, Bob Dylan, zeneszerző/dalszövegíró (Original Broadway Cast)
- Les Misérables: The Staged Concert – Cameron Mackintosh, Lee McCutcheon és Stephen Metcalfe, producerek, Claude-Michel Schönberg, zeneszerző, Alain Boublil, John Caird, Herbert Kretzmer, Jean-Marc Natel, és Trevor Nunn, dalszövegíró (2020 Les Misérables Staged Concert)
- Stephen Schwartz’s Snapshots – Daniel C. Levine, Michael J. Moritz Jr., Bryan Perri és Stephen Schwartz, producerek; Stephen Schwartz, zeneszerző és dalszövegíró (World Premier Cast)

### Zene vizuális médiához
Legjobb válogatásalbum vizuális médiához
- Cruella – Több előadó
- Dear Evan Hansen – Több előadó
- In the Heights – Több előadó
- One Night in Miami... – Több előadó
- Respect – Több előadó
- Schmigadoon! Episode 1 – Több előadó
- The United States vs. Billie Holiday – Több előadó

Legjobb eredeti filmzene (két győztes)
- The Queen’s Gambit – Carlos Rafael Rivera
- Soul – Jon Batiste, Trent Reznor és Atticus Ross
- Bridgerton – Kris Bowers
- Dune – Hans Zimmer
- The Mandalorian: Season 2 – Vol.2 (Chapters 13–16) – Ludwig Göransson

Legjobb vizuális médiához szerzett dal
- All Eyes on Me – Bo Burnham: Inside
- Agatha All Along – WandaVision
- All I Know So Far – Pink: All I Know So Far
- Fight For You – Judas and the Black Messiah
- Here I Am (Singing My Way Home) – Respect
- Speak Now – One Night in Miami...

### Zeneszerzés/hangszerelés
Legjobb hangszeres kompozíció
- Eberhard
  - Lyle Mays, zeneszerző (Lyle Mays)
- Beautiful Is Black
  - Brandee Younger, zeneszerző (Brandee Younger)
- Cat and Mouse
  - Tom Nazziola, zeneszerző (Tom Nazziola)
- Concerto for Orchestra: Finale
  - Vince Mendoza, zeneszerző (Vince Mendoza és a Cseh Nemzeti Szimfonikus Zenekar, Antonio Sánchez és Derrick Hodge közreműködésével)
- Dreaming in Lions: Dreaming in Lions
  - Arturo O’Farrill, zeneszerző (Arturo O’Farrill és a The Afro Latin Jazz Ensemble)

Legjobb hangszerelés, hangszeres vagy a capella
- Meta Knight’s Revenge (a Kirby Superstarból)
  - Charlie Rosen and Jake Silverman, hangszerelés (The 8-Bit Big Band, Button Masher közreműködésével)
- Chopsticks
  - Bill O’Connell, hangszerelés (Richard Baratta)
- For the Love of a Princess (A rettenthetetlenből)
  - Robin Smith, hangszerelés (Hauser, a London Symphony Orchestra és Robin Smith)
- Infinite Love
  - Emile Mosseri, hangszerelés (Emile Mosseri)
- The Struggle Within
  - Gabriela Quintero és Rodrigo Sanchez, hangszerelés (Rodrigo y Gabriela)

Legjobb hangszerelés, hangszeres vagy vokális
- To The Edge of Longing (Edit Version)
  - Vince Mendoza, hangszerelés (Vince Mendoza, a Cseh Nemzeti Szimfonikus Zenekar és Julia Bullock)
- The Bottom Lin
  - Ólafur Arnalds, hangszerelés (Ólafur Arnalds és Josin)
- A Change is Gonna Come
  - Tehillah Alphonso, hangszerelés (Tonality és Alexander Lloyd Blake)
- The Christmas Song (Chestnuts Roasting on an Open Fire)
  - Jacob Collier, hangszerelés (Jacob Collier)
- Eleanor Rigby
  - Cody Fry, hangszerelés (Cody Fry)

### Csomagolás, jegyzetek és történelmi
Legjobb csomagolás
- Pakelang
  - Li Jheng Han és Yu, Wei, művészi igazgatók (2nd Generation Falangao Singing Group és a The Chairman Crossover Big Band)
- American Jackpot / American Girls
  - Sarah Dodds és Shauna Dodds, művészi igazgatók (Reckless Kelly)
- Carnage
  - Nick Cave és Tom Hingston, művészi igazgatók (Nick Cave és Warren Ellis)
- Serpentine Prison
  - Dayle Doyle, művészi igazgató (Matt Berninger)
- Zeta
  - Xiao Qing Yang, művészi igazgató (Soul of Ears)

Legjobb dobozolt és különleges kiadású csomagolás
- All Things Must Pass: 50th Anniversary Edition
  - Darren Evans, Dhani Harrison és Olivia Harrison, művészi igazgatók (George Harrison)
- Color Theory
  - Lordess Foudre és Christopher Leckie, művészi igazgatók (Soccer Mommy)
- The Future Bites (Limited Edition Box Set)
  - Simon Moore, művészi igazgató (Steven Wilson)
- 77-81
  - Dan Calderwood és Jon King, művészi igazgatók (Gang of Four)
- Swimming in Circles
  - Ramón Coronado és Marshall Rake, művészi igazgatók (Mac Miller)

Legjobb albumjegyzetek
- The Complete Louis Armstrong Columbia and RCA Victor Studio Sessions 1946-1966
  - Ricky Riccardi, albumjegyzet szerző (Louis Armstrong)
- Beethoven: The Last Three Sonatas
  - Ann-Katrin Zimmermann, albumjegyzet szerző (Sunwook Kim)
- Creation Never Sleeps, Creation Never Dies: The Willie Dunn Anthology
  - Kevin Howes, albumjegyzet szerző (Willie Dunn)
- Etching The Voice: Emile Berliner and The First Commercial Gramophone Discs, 1889-1895
  - David Giovannoni, Richard Martin és Stephan Puille, albumjegyzet szerzős (Különböző előadók)
- The King of Gospel Music: The Life and Music of Reverend James Cleveland
  - Robert Marovich, albumjegyzet szerző (Különböző előadók)

Legjobb történelmi album
- Joni Mitchell Archives, Vol. 1: The Early Years (1963-1967)
  - Patrick Milligan és Joni Mitchell, válogatás producerek; Bernie Grundman, mastering hangmérnök (Joni Mitchell)
- Beyond The Music: Her Complete RCA Victor Recordings
  - Robert Russ, válogatás producer; Nancy Conforti, Andreas K. Meyer és Jennifer Nulsen, mastering hangmérnök (Marian Anderson)
- Etching The Voice: Emile Berliner and The First Commercial Gramophone Discs, 1889-1895
  - Meagan Hennessey és Richard Martin, válogatás producerek; Richard Martin, mastering hangmérnök (Különböző előadók)
- Excavated Shellac: An Alternate History of The World’s Music
  - April Ledbetter, Steven Lance Ledbetter és Jonathan Ward, válogatás producerek; Michael Graves, mastering hangmérnök (Különböző előadók)
- Sign O’ The Times (Super Deluxe Edition)
  - Trevor Guy, Michael Howe and Kirk Johnson, válogatás producerek; Bernie Grundman, mastering hangmérnök (Prince)

### Produceri munka
Legjobb hangmérnöki munka, nem klasszikus
- Love for Sale
  - Dae Bennett, Josh Coleman és Billy Cumella, hangmérnökök; Greg Calbi and Steve Fallone, mastering hangmérnök (Tony Bennett és Lady Gaga)
- Cinema
  - Josh Conway, Marvin Figueroa, Josh Gudwin, Neal H Pogue és Ethan Shumaker, hangmérnökök; Joe LaPorta, mastering hangmérnök (The Marías)
- Dawn
  - Thomas Brenneck, Zach Brown, Elton Chueng, Riccardo Damian, Tom Elmhirst, Jens Jungkurth, Todd Monfalcone, John Rooney és Smino, hangmérnökök; Randy Merrill, mastering hangmérnök (Yebba)
- Hey What
  - BJ Burton, hangmérnök; BJ Burton, mastering hangmérnök (Low)
- Notes with Attachments
  - Joseph Lorge és Blake Mills, hangmérnökök; Greg Koller, mastering hangmérnök (Pino Palladino és Blake Mills)

Az év producere, nem klasszikus
- Jack Antonoff
  - Chemtrails Over the Country Club (Lana Del Rey) (A)
  - Daddy’s Home (St. Vincent) (A)
  - Gold Rush (Taylor Swift) (D)
  - Sling (Clairo) (A)
  - Solar Power (Lorde) (A)
  - Take the Sadness Out of Saturday Night (Bleachers) (A)
- Rogét Chahayed
  - //aguardiente Y Limón %ᵕ‿‿ᵕ% (Kali Uchis) (D)
  - Ain’t S*** (Doja Cat) (D)
  - Beautiful (Shelley FKA DRAM) (D)
  - Blueberry Eyes (Max, Suga közreműködésével) (K)
  - Fire in the Sky (Anderson .Paak) (D)
  - Kiss Me More (Doja Cat, SZA közreműködésével) (K)
  - Lazy Susan (21 Savage, Rich Briannel, Warren Hue és MaSimWei közreműködésével) (K)
  - Nitrous (Joji) (D)
  - Vibez (ZAYN) (K)
- Mike Elizondo
  - Glow On (Turnstile) (A)
  - Good Day (Twenty One Pilots) (D)
  - Life by Misadventure (Rag’n’Bone Man) (A)
  - Mercy (Jonas Brothers) (D)
  - Mulberry Street (Twenty One Pilots) (D)
  - Obviously (Lake Street Dive) (A)
  - Repeat (Grace Vanderwaal) (K)
  - Taking The Heat (Joy Oladokun) (D)
- Hit-Boy
  - Judas and the Black Messiah: The Inspired Album (Különböző előadók) (A)
  - King’s Disease II (Nas) (A)
- Ricky Reed
  - //aguardiente y limón%ᵕ‿‿ᵕ% (Kali Uchis) (D)
  - Can’t Let You Go (Terrace Martin, Nick Grant közreműködésével) (K)
  - Damn Bean (John-Robert) (D)
  - Don’t Go Yet (Camila Cabello) (K)
  - Gold-Diggers Sound (Leon Bridges) (A)
  - Piece of You (Shawn Mendes) (D)
  - Pushing Away (Junior Mesa) (D)
  - Rumors (Lizzo, Cardi B közreműködésével) (K)
  - Sing (Jon Batiste) (D)

Legjobban remixelt felvétel
- Passenger (Mike Shinoda remix)
  - Mike Shinoda, remixelő (Deftones)
- Back to Life (Booker T Kings)
  - Booker T., remixelő (Soul II Soul)
- Born for Greatness (Cymek remix)
  - Spencer Bastin, remixelő (Papa Roach)
- Constant Craving (Fashionably Late remix)
  - Tracy Young, remixelő (k.d. lang)
- Inside Out (3scape Drm remix)
  - 3scape Drm, remixelő (Zedd and Griff)
- Met Him Last Night (Dave Audé remix)
  - Dave Audé, remixelő (Demi Lovato featuring Ariana Grande)
- Talks (Mura Masa Remix)
  - Alexander Crossan, remixelő (PVA)

Legjobb imerzív audió album
- Bolstad: Tomba Sonora
  - Morten Lindberg (Stemmeklang)
- Dear Future Self (Dolby Atmos Mixes)
  - Fritz Hilpert, imerzív keverés hangmérnök; Jason Banks, Fritz Hilpert és David Zeigler, imerzív master hangmérnök; Tom Ammerman, Arno Kammermeier és Walter Merziger, imerzív producer (Booka Shade)
- Fryd
  - Morten Lindberg (Tove Ramlo-Ystad és Cantus)
- Mutt Slang Li - A Wake of Sorrows Engulfed in Rage
  - Elliot Scheiner, imerzív keverő hangmérnök; Darcy Proper, imerzív master hangmérnök; Alain Mallet és Elliot Scheiner, imerzív producer (Alain Mallet)
- Soundtrack of the American Soldier
  - Leslie Ann Jones, imerzív keverő hangmérnök; Michael Romanowski, imerzív master hangmérnök; Dan Merceruio, imerzív producer (Jim R. Keene és a United States Army Field Band)

Legjobb hangmérnöki munka, klasszikus
- Chanticleer Sings Christmas
  - Leslie Ann Jones, hangmérnök (Chanticleer)
- Archetypes
  - Jonathan Lackey, Bill Maylone and Dan Nichols, hangmérnökök; Bill Maylone, mastering hangmérnök (Sérgio Assad, Clarice Assad és Third Coast Percussion)
- Beethoven: Cello Sonatas - Hope Amid Tears
  - Richard King, hangmérnök (Yo-Yo Ma és Emanuel Ax)
- Beethoven: Symphony No. 9
  - Mark Donahue, hangmérnök; Mark Donahue, mastering hangmérnök (Manfred Honeck, Mendelssohn Choir of Pittsburgh és Pittsburgh Symphony Orchestra)
- Mahler: Symphony No. 8, ’Symphony of a Thousand’
  - Alexander Lipay és Dmitriy Lipay, hangmérnökök; Alexander Lipay and Dmitriy Lipay, mastering hangmérnök (Gustavo Dudamel, Fernando Malvar-Ruiz, Luke McEndarfer, Robert Istad, Grant Gershon, Los Angeles Children’s Chorus, Los Angeles Master Chorale, National Children’s Chorus, Pacific Chorale és a Los Angeles Philharmonic)

Az év producere, klasszikus
- Judith Sherman
  - Alone Together (Jennifer Koh) (A)
  - Bach & Beyond Part 3 (Jennifer Koh) (A)
  - Bruits (Imani Winds) (A)
  - Eryilmaz: Dances of the Yogurt Maker (Erberk Eryilmaz és Carpe Diem String Quartet) (A)
  - Fantasy - Oppens Plays Kaminsky (Ursula Oppens) (A)
  - Home (Blythe Gaissert) (A)
  - Mendelssohn, Visconti and Golijov (Jasper String Quartet és Jupiter String Quartet) (A)
  - A Schubert Journey (Llŷr Williams) (A)
  - Vers Le Silence - William Bolcom & Frédéric Chopin (Ran Dank) (A)
- Blanton Alspaugh
  - Appear And Inspire (James Franklin és The East Carolina University Chamber Singers) (A)
  - Howells: Requiem (Brian Schmidt és Baylor University A Cappella Choir) (A)
  - Hymns of Kassianí (Alexander Lingas és Cappella Romana) (A)
  - Kyr: In Praise of Music (Joshua Copeland és Antioch Chamber Ensemble) (A)
  - More Honourable Than The Cherubim (Vladimir Gorbik és PaTRAM Institute Male Choir) (A)
  - O’Regan: The Phoenix (Patrick Summers, Thomas Hampson, Chad Shelton, Rihab Chaieb, Lauren Snouffer, Houston Grand Opera és Houston Grand Opera Orchestra) (A)
  - Sheehan: Liturgy Of Saint John Chrysostom (Benedict Sheeha és a Saint Tikhon Choir) (A)
- Steven Epstein
  - Bach And Brahms Re-Imagined (Jens Lindemann, James Ehnes és Jon Kimura Parker) (A)
  - Bartók: Quartet No. 3; Beethoven: Op. 59, No. 2; Dvořák: American Quartet (Juilliard String Quartet) (A)
  - Beethoven: Cello Sonatas - Hope Amid Tears (Yo-Yo Ma és Emanuel Ax) (A)
  - Mozart: Piano Concertos Nos. 9 and 17, Arr. For Piano, String Quartet And Double Bass (Alon Goldstein, Alexander Bickard és Fine Arts Quartet) (A)
  - Songs of Comfort and Hope (Yo-Yo Ma és Kathryn Stott) (A)
- David Frost
  - Chamber Works By Dmitri Klebanov (ARC Ensemble) (A)
  - Glass: Akhnaten (Karen Kamensek, J’Nai Bridges, Dísella Lárusdóttir, Zachary James, Anthony Roth Costanzo, Metropolitan Opera Chorus and Orchestra) (A)
  - Mon Ami, Mon Amour¿¿ (Matt Haimovitz és Mari Kodama) (A)
  - One Movement Symphonies - Barber, Sibelius, Scriabin (Michael Stern és Kansas City Symphony) (A)
  - Poulenc: Dialogues Des Carmélites (Yannick Nézet-Séguin, Isabel Leonard, Erin Morley, Adrianne Pieczonka, Karita Mattila, Karen Cargill, Metropolitan Opera Chorus és Orchestra) (A)
  - Primavera I - The Wind (Matt Haimovitz) (A)
  - Roots (Randall Goosby és Zhu Wang) (A)
- Elaine Martone
  - Archetypes (Sérgio Assad, Clarice Assad és Third Coast Percussion) (A)
  - Beneath The Sky (Zoe Allen és Levi Hernandez) (A)
  - Davis: Family Secrets - Kith & Kin (Timothy Myers, Andrea Edith Moore és Jane Holding) (A)
  - Quest (Elisabeth Remy Johnson) (A)
  - Schubert: Symphony In C Major, ’The Great’; Krenek: Static & Ecstatic (Franz Welser-Möst és The Cleveland Orchestra) (A)

### Klasszikus
Legjobb zenekari előadás
- Price: Symphonies Nos. 1 & 3
  - Yannick Nézet-Séguin, karmester (Philadelphia Orchestra)
- Adams: My Father Knew Charles Ives; Harmonielehre
  - Giancarlo Guerrero, karmester (Nashville Symphony Orchestra)
- Beethoven: Symphony No. 9
  - Manfred Honeck, karmester (Mendelssohn Choir of Pittsburgh és a Pittsburgh Symphony Orchestra)
- Muhly: Throughline
  - Nico Muhly, karmester (San Francisco Symphony)
- Strauss: Also Sprach Zarathustra; Scriabin: The Poem of Ecstasy
  - Thomas Dausgaard, karmester (Seattle Symphony Orchestra)

Legjobb opera felvétel
- Glass: Akhnaten
  - Karen Kamensek, karmester; J’Nai Bridges, Anthony Roth Costanzo, Zachary James and Dísella Lárusdóttir; David Frost, producer (The Metropolitan Opera Orchestra; The Metropolitan Opera Chorus)
- Bartók: Bluebeard’s Castle
  - Susanna Mälkki, karmester; Mika Kares és Szilvia Vörös; Robert Suff, producer (Helsinki Philharmonic Orchestra)
- Janáček: Cunning Little Vixen
  - Simon Rattle, karmester; Sophia Burgos, Lucy Crowe, Gerald Finley, Peter Hoare, Anna Lapkovskaja, Paulina Malefane, Jan Martinik és Hanno Müller-Brachmann; Andrew Cornall, producer (London Symphony Orchestra; London Symphony Chorus és LSO Discovery Voices)
- Little: Soldier Songs
  - Corrado Rovaris, karmester; Johnathan McCullough; James Darrah és John Toia, producerek (The Opera Philadelphia Orchestra)
- Poulenc: Dialogues Des Carmélites
  - Yannick Nézet-Séguin, karmester; Karen Cargill, Isabel Leonard, Karita Mattila, Erin Morley and Adrianne Pieczonka; David Frost, producer (The Metropolitan Opera Orchestra; The Metropolitan Opera Chorus)

Legjobb kórus előadás
- Mahler: Symphony No. 8, ’Symphony Of A Thousand’
  - Gustavo Dudamel, karmester; Grant Gershon, Robert Istad, Fernando Malvar-Ruiz and Luke McEndarfer, kórusmesters (Leah Crocetto, Mihoko Fujimura, Ryan McKinny, Erin Morley, Tamara Mumford, Simon O’Neill, Morris Robinson és Tamara Wilson; Los Angeles Philharmonic; Los Angeles Children’s Chorus, Los Angeles Master Chorale, National Children’s Chorus és Pacific Chorale)
- It’s a Long Way
  - Matthew Guard, karmester (Jonas Budris, Carrie Cheron, Fiona Gillespie, Nathan Hodgson, Helen Karloski, Enrico Lagasca, Megan Roth, Alissa Ruth Suver és Dana Whiteside; Skylark Vocal Ensemble)
- Rising w/The Crossing
  - Donald Nally, karmester (International Contemporary Ensemble és Quicksilver; The Crossing)
- Schnittke: Choir Concerto; Three Sacred Hymns; Pärt: Seven Magnificat-Antiphons
  - Kaspars Putniņš, karmester; Heli Jürgenson, kórusmester (Estonian Philharmonic Chamber Choir)
- Sheehan: Liturgy of Saint John Chrysostom
  - Benedict Sheehan, karmester (Michael Hawes, Timothy Parsons és Jason Thoms; The Saint Tikhon Choir)
- The Singing Guitar
  - Craig Hella Johnson, karmester (Estelí Gomez; Austin Guitar Quartet, Douglas Harvey, Los Angeles Guitar Quartet and Texas Guitar Quartet; Conspirare)

Legjobb kiszenekari előadás
- Beethoven: Cello Sonatas - Hope Amid Tears – Yo-Yo Ma és Emanuel Ax
- Adams, John Luther: Lines Made by Walking – JACK Quartet
- Akiho: Seven Pillars – Sandbox Percussion
- Archetypes – Sérgio Assad, Clarice Assad és a Third Coast Percussion
- Bruits – Imani Winds

Legjobb komolyzenei hangszeres szóló
- Alone Together – Jennifer Koh
- An American Mosaic – Simone Dinnerstein
- Bach: Sonatas & Partitas – Augustin Hadelich
- Beethoven & Brahms: Violin Concertos – Gil Shaham; Eric Jacobsen, karmester (The Knights)
- Mak Bach – Mak Grgić

Legjobb klasszikus vokális szóló
- Mythologies
  - Sangeeta Kaur és Hila Plitmann (Virginie D’Avezac De Castera, Lili Haydn, Wouter Kellerman, Nadeem Majdalany, Eru Matsumoto és Emilio D. Miler)
- Confessions
  - Laura Strickling; Joy Schreier, zongorás
- Dreams Of A New Day - Songs By Black zeneszerzős
  - Will Liverman; Paul Sánchez, zongorás
- Schubert: Winterreise
  - Joyce DiDonato; Yannick Nézet-Séguin, zongorás
- Unexpected Shadows
  - Jamie Barton; Jake Heggie, zongorás (Matt Haimovitz)

Legjobb klasszikus kompendium
- Women Warriors - The Voices Of Change
  - Amy Andersson, karmester; Amy Andersson, Mark Mattson és Lolita Ritmanis, producerek
- American Originals - A New World, A New Canon
  - AGAVE és Reginald L. Mobley; Geoffrey Silver, producer
- Berg: Violin Concerto; Seven Early Songs and Three Pieces for Orchestra
  - Michael Tilson Thomas, karmester; Jack Vad, producer
- Cerrone: The Arching Path
  - Timo Andres és Ian Rosenbaum; Mike Tierney, producer
- Plays
  - Chick Corea; Chick Corea és Birnie Kirsh, producerek

Legjobb kortárs klasszikus kompozíció
- Shaw: Narrow Sea
  - Caroline Shaw, zeneszerző (Dawn Upshaw, Gilbert Kalish és Sō Percussion)
- Akiho: Seven Pillars
  - Andy Akiho, zeneszerző (Sandbox Percussion)
- Andriessen: The Only One
  - Louis Andriessen, zeneszerző (Esa-Pekka Salonen, Nora Fischer és Los Angeles Philharmonic)
- Assad, Clarice & Sérgio, Connors, Dillon, Martin & Skidmore: Archetypes
  - Clarice Assad, Sérgio Assad, Sean Connors, Robert Dillon, Peter Martin és David Skidmore, zeneszerzős (Sérgio Assad, Clarice Assad és a Third Coast Percussion)
- Batiste: Movement 11’
  - Jon Batiste, zeneszerző (Jon Batiste)

### Videóklip/film
Legjobb videóklip
- Freedom – Jon Batiste
- Shot in the Dark – AC/DC
- I Get a Kick Out of You – Tony Bennett és Lady Gaga
- Peaches – Justin Bieber, Daniel Caesar és Giveon közreműködésével
- Happier Than Ever – Billie Eilish
- Montero (Call Me By Your Name) – Lil Nas X
- Good 4 U – Olivia Rodrigo

Legjobb zenei film
- Summer of Soul
- Bo Burnham: Inside
- David Byrne’s American Utopia
- Happier Than Ever: A Love Letter To Los Angeles
- Music, Money, Madness... Jimi Hendrix in Maui

## Legtöbb díj és jelölés

### Legtöbb jelölés
| Tizenegy: - Jon Batiste Nyolc: - Justin Bieber - Doja Cat - H.E.R. Hét: - Billie Eilish - Olivia Rodrigo Hat: - D’Mile - Giveon | Öt: - Tony Bennett - Daniel Caesar - Brandi Carlile - Finneas - Lady Gaga - Serban Ghenea - Lil Baby - Lil Nas X - Randy Merrill - SZA - Kanye West Négy - Yannick Nézet-Séguin |

### Legtöbb díj
| Öt: - Jon Batiste Három: - D’Mile - Foo Fighters - Olivia Rodrigo - Chris Stapleton - CeCe Winans | Négy: - Silk Sonic Kettő: - Brody Brown - Chick Corea - Jazmine Sullivan - Kanye West |